# Martin Kemkes
Martin Kemkes (* 11. August 1963 in Duisburg) ist ein deutscher Provinzialrömischer Archäologe und wissenschaftlicher Leiter des Limesmuseums Aalen sowie Leiter des Referats Provinzialrömische Archäologie und römische Zweigmuseen am Archäologischen Landesmuseum Baden-Württemberg.

## Leben
Kemkes studierte im Hauptfach Provinzialrömische Archäologie sowie Klassische Archäologie und Alte Geschichte an den Universitäten Köln und Freiburg. Mit einer 1989 erstellten Magisterarbeit über bronzene Truhenbeschläge aus einer römischen Villa rustica beschloss er sein Studium.
Ab 1993 war er am Kurpfälzischen Museum der Stadt Heidelberg tätig und wechselte 1995 als Wissenschaftlicher Mitarbeiter zum Württembergischen Landesmuseum in Stuttgart. Hier wurde er Leiter des Referats für Provinzialrömische Archäologie und arbeitete an seiner 1996 an der Universität Freiburg abgeschlossenen Dissertation über das römische Donaukastell Rißtissen, die von Hans Ulrich Nuber (1940–2014) betreut und 2016 veröffentlicht wurde. Mit Übernahme der wissenschaftlichen Leitung des Limesmuseums Aalen, das seit 1988 von Ulrich Sauerborn geleitet wird, kam 1997 auch die Schriftleitung der Museumspublikationen in Kemkes Hände.
Im Jahr 2003 wurde die wissenschaftliche Leitung des Limesmuseums Aalen vom Württembergischen Landesmuseum auf das Archäologische Landesmuseum Baden-Württemberg übertragen. Seitdem ist Kemkes neben seiner Tätigkeit in Aalen auch Leiter des Referats Provinzialrömische Archäologie und römische Zweigmuseen am Archäologischen Landesmuseum in der Außenstelle Rastatt. In der ebenfalls 2003 gegründeten Arbeitsgruppe „Römische Museen am Limes“ des Archäologischen Landesmuseum war Kemkes von 2004 bis 2010 zweiter Vorsitzender und ist seit 2010 erster Vorsitzender des Vorstandes. Außerdem ist er Mitglied der Deutschen Limeskommission.
Neben diesen Tätigkeiten hält Kemkes universitäre Vorträge. Der Archäologe war von 2003 bis 2014 im Beirat und ist seit 2014 im Vorstand der Gesellschaft für Archäologie in Baden-Württemberg vertreten.

## Schriften (Auswahl)
- Bronzene Truhenbeschläge aus der römischen villa rustica von Eigeltingen-Eckartsbrunn, Kreis Konstanz. In: Archäologische Nachrichten aus Baden. Band 43, 1990, S. 33–42; auch in: Fundberichte aus Baden-Württemberg. Band 16, 1991, S. 299–387. (= Magisterarbeit)
- Das römische Donaukastell Rißtissen (= Materialhefte zur Archäologie in Baden-Württemberg. Heft 101). Theiss, Stuttgart 2016, ISBN 978-3-8062-2969-1. (= Dissertation)
- Politische Propaganda zur Zeit Traians im Spiegel der Münzen und historischen Reliefs. In: Egon Schallmayer (Hrsg.): Traian in Germanien, Traian im Reich. Bericht des Dritten Saalburgkolloquiums (= Saalburg-Schriften. Band 5), Saalburgmuseum, Bad Homburg v. d. h. 1999, ISBN 3-931267-04-0, S. 127–136.
- Das frührömische Kastell und der Vicus von Mengen-Ennetach. In: Archäologie im Umland der Heuneburg. Neue Ausgrabungen und Funde an der oberen Donau zwischen Mengen und Riedlingen. Vorträge des 2. Ennetacher Arbeitsgespräches vom 18. März 1999 und Begleitheft zur Ausstellung im Heuneburgmuseum, 21. Mai bis 31. Oktober 1999 (= Archäologische Informationen aus Baden Württemberg. Band 40). Landesamt für Denkmalpflege, ISBN 3-927714-38-0, S. 77–90.
- mit Nina Willburger: Der Soldat und die Götter – Römische Religion am Limes (= Schriften des Limesmuseums Aalen. Heft 56).Theiss, Stuttgart 2004, ISBN 978-3-8062-1824-4.
- Der Limes. Grenze Roms zu den Barbaren. Thorbecke, Ostfildern 2006, ISBN 978-3-7995-3401-7.
- Der Limes als Vermittlungsaufgabe. In: Andreas Thiel (Hrsg.): Der Limes als UNESCO-Welterbe (= Beiträge zum Welterbe Limes. Band 1). Theiss, Stuttgart 2008, ISBN 978-3-8062-2118-3, S. 54–67.
- mit  Claudia Sarge und Carsten Amrhein: Gesichter der Macht – Kaiserbilder in Rom und am Limes.  Begleitbuch zur Ausstellung im Limesmuseum Aalen 2009 (= Die Limesreihe – Schriften des Limesmuseums Aalen. Band 60). Theiss, Stuttgart 2009, ISBN 978-3-8062-2262-3.
- mit Markus Scholz: Das Römerkastell Aalen. UNESCO-Welterbe (= DIE LIMESREIHE – Schriften des Limesmuseums Aalen. Band 58).Theiss, Stuttgart 2012, ISBN 978-3-8062-2057-5.
- mit Lydia Walter: Der Limes. 50 Jahre Forschung und Vermittlung (= DIE LIMESREIHE – Schriften des Limesmuseums Aalen. Band 63) Theiss, Darmstadt 2014, ISBN 978-3-8062-2959-2.
- mit Martina Meyr: Römisches Rottweil. Arae Flaviae. Führer durch die Ausstellung des Dominikanermuseums Rottweil, Zweigmuseum des Archäologischen Landesmuseums Baden-Württemberg. Dominikanermuseum Rottweil, Rottweil 2015, ISBN 978-3-00-050381-8.
- Das römische Donaukastell Rißtissen (= Materialhefte zur Archäologie in Baden-Württemberg. Heft 101). Theiss, Darmstadt 2016, ISBN 978-3-8062-2969-1.
- mit Martin Dietrich (Hrsg.): Römische Großbronzen am UNESCO-Welterbe Limes. Abschlusskolloquium des Forschungsprojektes „Römische Großbronzen am UNESCO-Welterbe Limes“ am 4./5. Februar 2015 im Limesmuseum Aalen. Theiss, Darmstadt 2017, ISBN 978-3-8062-3269-1.
- als Hrsg. mit anderen: Ob res prospere gestas. Wegen erfolgreich ausgeführter Taten. Festschrift für Jörg Heiligmann. Likias, Friedberg 2018, ISBN 978-3-9817006-8-8.
- mit Annette Brosend und mit Beiträgen von Klaus Kortüm und Jutta Ronke: VICTORIA – Der römische Sieg und seine göttlichen Garanten (= DIE LIMESREIHE – Schriften des Limesmuseums Aalen. Band 65). Nünnerich-Asmus, Oppenheim 2023, ISBN 978-3-96176-239-2.
- mit Judith Wötzel: RÖMER LIMES WELTERBE – Das Limesmuseum Aalen. Nünnerich-Asmus Verlag & Media, Oppenheim am Rhein 2024. ISBN 978-3-96176-282-8.